# Selaginella filicaulis
Selaginella filicaulis är en mosslummerväxtart som beskrevs av Sod.. Selaginella filicaulis ingår i släktet mosslumrar, och familjen mosslummerväxter. Inga underarter finns listade i Catalogue of Life.